# تمثال شامبليون
تمثال شامبليون هو تمثال من الحجر الجيري ل العالم الفرنسي شامبليون يقع في مدخل كوليج دو فرانس بمدينة باريس. قام بنحته فريديريك أوغست بارتولدي في عام 1875 ويصور شامبليون واقفاً بقدمه اليسرى على رأس ملك مصري.

## الجدل
أثار التمثال الجدل للمتخصصين في الآثار والجمهور العام وتمت المطالبة باتخاذ إجراءات لمطالبة فرنسا برفع التمثال باعتباره يمثل إهانة للحضارة المصرية. بينما يرى البعض أنه طبقاً للثقافة الفرنسية فأن وضع شامبليون قدمه على رأس ملك مصري لا يمحل إي إساءة.
وصفه زاهي حواس عالم الآثار ووزير الأثار الأسبق التمثال بأنه مزري وغير مقبول، كما صرح مصطفى الوزيري الأمين العام للمجلس الأعلى للآثار أن التمثال يعد إهانة وأمر غير مقبول لتاريخ الحضارة المصرية القديمة التى يعشقها الشعب الفرنسى نفسه ويتم تدريسها داخل جامعاتهم ومدارسهم. وأنه أرسل العديد من المطالبات إلى وزارة الخارجية المصرية للتدخل لإزالته.